# بيني نكولولو
بيني نكولولو (6 نوفمبر 1996 في فرنسا - ) هو لاعب كرة قدم فرنسي في مركز الجناح لعب سابقاً في نادي العروبة السعودي.

## روابط خارجية
- بيني نكولولو على موقع قاعدة بيانات كرة القدم.إي يو (الإنجليزية)
- بيني نكولولو على موقع Soccerway.com (الإنجليزية)
- بيني نكولولو على موقع عالم كرة القدم.نت (الإنجليزية)